# Pedaso
Pedaso – miejscowość i gmina we Włoszech, w regionie Marche, w prowincji Fermo.
Według danych na rok 2004 gminę zamieszkiwało 1965 osób, 655 os./km².
W miejscowości jest stacja kolejowa Pedaso.